# Соляний промисел Лоле
Соляний промисел Лоле (Loulé) — гірничодобувний майданчик в Португалії.
Спорудження соляної копальні Кампіна-де-Сіма (Лоле) почалось в 1964 році. Розробку організували підземним способом за допомогою двох шахтних стовбурів, які сполучили галереєю на глибині у 230 метрів. Після півсотні років експлуатації загальна довжина підземних виробіток шахти досягнула 35 кілометрів.
В 1989 році промисел видав рекордний в своїй історії обсяг продукції — 124 тисячі тонн кам'яної солі з вмістом хлориду натрію не менше 93,5 %.
Проект започаткувала компанія CLONA – Miniera de Sais Alcalinos S.A.R.L, яку наприкінці 1970-х років придбала José de Mello Group з метою забезпечення електролізного майданчика в Ештаррежа. В 2005-му CLONA була поглинута належним тій же групі хімічним концерном Quimigal, що далі діяв як CUF - Químicos Industriais, а після 2018 року відомий як Bondalti Chemicals. Втім, вже у 2019-го Bondalti передала шахту Кампіна-де-Сіма компанії Tech Salt S.A.
Окрім забезпечення хімічного виробництва продукцію промислу використовують в кормах для тварин та при обслуговуванні доріг.